# مانويل كاراسكو
مانويل كاراسكو (بالإسبانية: Manuel Carrasco) (يناير 15، 1981)، مغني إسباني، حصل على شهرته مع اشتراكه في النسخة الثانية من برنامج تلفزيون الواقع الإسباني «اوبيراثيون تريونفو» (Operación Triunfo) وحصوله على المركز الثاني فيه. البومه الأول «كيريمه» (Quiereme) باع أكثر من 200,000 نسخة.

## ميلاده ونشأته
ولد مانويل كاراسكو في يناير 15 عام 1981 في إسلا كريستينا، وهي بلدة ساحلية في ولبة، إسبانيا. والده يدعى خوسيه كاراسكو ووالدته تدعى ماريا غايوسو. هو الأخ الرابع من بين 5 أخوة. منذ أن كان صغيراً، عمل كدهان مع أخوته بينما كان يتدرب في فرقة كرنفالية في بلدته. اشترك في الفرقة عندما كان عمره 13 سنة وتركها بعد بلوغ ال 16 ربيع.

## مسيرته الفنية
اصدر البومه الأول، «كيريمه» (Quiereme) بعد شهر فقط من انتهاء برنامج «اوبيراثيون تريونفو» (Operación Triunfo)، في نهاية عام 2003. الالبوم شمل 4 أغاني مكتوبة من قبل مانويل كاراسكو نفسه، وباع أكثر من 200,000 نسخة.
في فترة تسجيل البومه الثاني، عرضت على مانويل الفرصة في المشاركة في مهرجان الموسيقى اللاتينية «فستيفال مونديال دي كانسيون» (II Festival Mundial de Canción) في بورتوريكو. بعد منافسة 22 فنان، من مختلف بلدان العالم، حصل مانويل كاراسكو على المركز الأول مع أغنيته التي كتبها بنفسه «ديبوخار تو اولبيدو» (Dibujar Tu Olvido).
في أكتوبر 2004, أطلق البومه الثاني، الذي يدعى «مانويل كاراسكو» (Manuel Carrasco) جميع الأغاني في الألبوم كانت من كلمات وألحان مانويل. باع أكثر من 100,000 نسخة.
أصدر مانويل ألبومه الثالث في سبتمبر 2006 تحت اسم «تيرثيرا بارادا» (Tercera Parada) وشمل 13 من كلماته وألحانه أيضاً.
أغنيته «البسو دي لا بيدا» (El Beso de la Vida) كانت أغنية البداية للمسلسل الفنيزولاني «سير بونيتا نو باستا» (Ser Bonita No Basta).
في فبراير 2005, فاز مانويل كاراسكو بجائزة «بريميو ديال» (Premio Dial) وبعدها جائزة «بريميو موسيكال» (Premio Musical) وفاز بجائزة «بريميو كادينا ديال» (Premio Cadena Dial) في 2007.
في سبتمبر 2008, أصدر مانويل البومه الرابع تحت اسم «اينيرثيا» (Inercia)
في 2012, أصدر البومه الرابع، «ابلا» (Habla) محققاً نجاح كبير إلى الآن.

## روابط خارجية
- مانويل كاراسكو على موقع IMDb (الإنجليزية)
- مانويل كاراسكو على موقع ميوزك برينز (الإنجليزية)
- مانويل كاراسكو على موقع أول ميوزيك (الإنجليزية)
- مانويل كاراسكو على موقع ديسكوغز (الإنجليزية)
- مانويل كاراسكو على موقع قاعدة بيانات الفيلم (الإنجليزية)